# Леліва V
Леліва V – шляхетський герб, різновид герба Леліва.

## Опис герба
Юліуш Карл Островський описував герб так:
В червоному полі золоті шестипроменева зірка над півмісяцем рогами догори. У клейноді на павичевому хвості згадані гербові фігури.

## Найбільш ранні згадки
Ймовірно, це найстаріший різновид Леліви. Юліуш Кароль Островський пише, однак, що не має впевненості в тому, щоб цей різновид існував десь крім Литви. Альберт Віюк-Каялович описуючи герб Дорогостайських зазначав саме червоний колір поля.
Станіслав Оріховський, Бартош Папроцький і Марцін Бельський згадували, що в Польщі деякі будинки використовували Леліву у червоному полі.
За словами проф. Антонія Малецького Ґрановши з Великопольщі використовували герб схожого на Леліву, наприкінці XIV.

## Роди
Леліву в червоному полі використовували роди: Абрамовичів (Abramowicze), Йозефовичів (Józefowicze), Ґрановшів (Granowscy), Пілецців (Pileccy), Джури (Dżury), а також інші невідомі роди.